# Metrosexualitat
La metrosexualitat és un neologisme derivat de metropolità i heterosexual creat el 1994 per Mark Simpson. El terme descriu un home, especialment d'una cultura urbana, en una societat postindustrial i capitalista, que gasta molt temps i diners en cuidar la seva aparença física. Malgrat que el terme s'encunya en un article de 1994, fou a principis de la dècada dels 2000 que esdevingué popular. El mateix Simpson identificà l'any 2002 el futbolista David Beckham com el prototip d'home metrosexual alhora que considerava que el terme s'apropava al narcisisme.
| «              | El típic metrosexual és un jove amb diners per gastar, que viu en una gran ciutat o a prop d'ella - perquè és on son les millors botigues, clubs, gimnasos i perruqueries. Podria ser oficialment gai, heterosexual o bisexual, però això és completament irrellevant, perquè s'ha adoptat clarament a si mateix com el seu propi objecte d'amor i plaer i com la seva preferència sexual. | » |
| — Mark Simpson | |   |

Spornosexual és un neologisme compost a partir de les paraules sport (en anglès esport), porno i metrosexual. El terme vindria a definir una evolució del concepte metrosexual. El periodista britànic Mark Simpson, el mateix que havia definit com a metrosexuals fa 20 anys aquells homes que es cuidaven en un món on això sonava molt nou, és l'autor d'aquest nou terme bàrbar. Vindria a definir la nova generació d'homes que “va al gimnàs durant el dia, veu pornografia de nit i és metrosexual” alhora. El fet d'afegir-hi aquest nou ingredient, com és la pornografía, és sobretot, segon publicava el mateix autor, pel fet que la joventut masculina actual està molt marcada per les imatges pornogràfiques que gràcies a internet han anat estenent la pràctica entre els joves. Així un home spornosexual no busca anar al gimnàs per posar-se quadra simplement, però combina l'esport, l'estètica i cosmètica, procurant de tenir un cos sa, però atractiu a l'hora, com el d'un meterosexual, apropant-se a aquest desig que provoquen els actors pornogràfics. Sent una evolució del metrosexual, l'spornosexual també reconeix la seva part femenina i, per tant, assumeix plenament aquesta voluntat d'agradar físicament, sigui depilant-se, posant-se cremes,...
La übersexualitat (über, de l'alemany, sobre, més enllà de) és aquell que cuida de la seva aparença sense apropar-se als extrems: metrosexual o retrosexual, és a dir, és un punt intermedi d'aquests dos neologismes. El terme neix de l'americà publicista Maria Salzman.